# سزار سانتیس
سزار سانتیس (انگلیسی: César Santis؛ زادهٔ ۵ فوریهٔ ۱۹۷۹) بازیکن سابق فوتبال اهل شیلی است که در پست دفاع چپ بازی می‌کرد. 
وی همچنین در تیم ملی فوتبال شیلی بازی کرده‌است.